# 岡田博
岡田 博（おかだ ひろし、1912年（明治45年）3月21日 - 2001年（平成13年）9月29日）は、日本の医師。医学博士。名古屋大学医学部名誉教授、愛知医科大学学長を務め、公衆衛生・予防医学発展に寄与した。京都府出身。

## 生涯
1912年（明治45年）3月21日、岡田吉相（おかだよしすけ）の長男として誕生した。父吉相は滋賀県野洲郡守山村吉身（現守山市）で生まれ、後に京都市東山区東山松原にて医院を開業した。祖父は滋賀県議会議長・衆議院議員を務めた岡田逸治郎。博は父と共によく守山を訪れ、博の息女一人は守山で誕生した。
名古屋大学医学部
1933年（昭和8年）入学者80名中席次13番の成績で名古屋医科大学（現名古屋大学医学部）に入り、1937年（昭和12年）3月席次5番で卒業した。直後に同大学内科第一講座副手となり、1942年（昭和17年）8月論文『肝臓機能より観たる静脈内果糖負荷に依る血中果糖量の消長に就いて』審査により名古屋帝国大学より学位（医学博士）を授かる。1943年（昭和18年）1月から半年間東京の国立公衆衛生院に派遣され、同年派遣終了後の7月名古屋帝国大学医学部予防医学講座に転進し同講座の助教授に昇任した。
同年12月一時大学を休職し京都の陸軍第16師団に入営、ルソン島に派遣された後1946年（昭和21年）9月に復員した。フィリピンのカンルバン捕虜病院(第一七四兵站病院)で内科医として勤務、愛称はトラさんと呼ばれる（守屋正『比島捕虜病院の記録』参照）。大学に復職後、助教授在任中の1954年（昭和29年）ロックフェラー財団チャイナメディカルボードのフェローとして米国ジョンズ・ホプキンス大学公衆衛生学部に留学、Master of Public Health学位を取得後、1955年（昭和30年）9月帰国した。帰国前の5月、留学中に名古屋大学医学部予防医学講座第2代教授に就任し。1965年（昭和40年）『非定型抗酸菌症の疫学と臨床』により日比野進（名古屋大学医学部第一内科教授）と共に中日文化賞を受賞し、1975年（昭和50年）3月名古屋大学を定年により退官した。なお、同年6月には同大学名誉教授に補された。
愛知医科大学
名古屋大学退官後、1975年（昭和50年）4月愛知医科大学公衆衛生学講座初代教授に迎えられた。日本学術会議会員に補されると共に、1978年（昭和53年）には公衆衛生分野での功労者に贈られる保健文化賞を受賞した。1982年（昭和57年）3月愛知医科大学を定年で退官した後、4月同大学第5代学長に就任した。1985年（昭和60年）3月愛知医科大学学長を退任し、翌4月同大学名誉教授位を授けられた。
愛知医科大学時代は、同大学における公衆衛生・予防医学の基礎を築くと共に、公衆衛生学会会長等を務め、広く公衆衛生学の普及に尽力した。また、愛知医科大学では昭和50年代様々な不祥事（寄付金問題・1977年（昭和52年）3億円強奪事件）があったが、再建理事会理事の一人として、また学長として学園浄化と教育体制変革に尽くした。卒業生に学位を取得させるために必要な大学院研究科設置においては、第2代大学院医学研究科設置準備委員会委員長として1979年（昭和54年）大学院発足を目指し、1980年（昭和55年）3月設置認可を得た。岡田が学長時代には1983年（昭和58年）4月加齢医科学研究所、同年6月メディカルクリニック、同年12月附属動物実験施設が設置・開設され、愛知医科大学の設備充実が図られていった。
愛知医科大学退職後
1986年（昭和61年）4月名古屋市立科学館（現名古屋市科学館）6代目館長に就任し。、直後の9月より『生命館』建設に取り掛かり1989年（平成元年）9月に開館し、また1988年（昭和63年）12月にはシンボルマーク・マスコットキャラクターを定め、市民・子供達にとって科学館が身近な存在になるよう努力した。1990年（平成2年）1月22日、博物館として国からの補助金や助成制度が受けられる博物館登録を行うことができた。
2001年（平成13年）9月29日、愛知医科大学附属病院にて逝去。
主な研究内容
『結核症』の研究において『ツベルクリン反応の自然陰転の証明』、『ツベルクリン注射方法の改善』、『抗結核剤耐性結核菌による初感染の報告』、『薬剤による結核症予防』『精製ツベルクリンの研究』『BCG乱切接種方法の研究』等、結核症の発生予防と結核予防法の改正に貢献した。
『ジフテリア』の研究では、集団免疫の助長と菌型の推移・健康保菌者の様相を明らかにした『血清疫学研究』を通じて予防接種法の改正に影響を与えた。
『非定型抗酸菌症』に対しては、我国における同症状研究の先駆けとなり、『循環器疾患』に対しては主に脳心血管疾患の長期追跡研究を行い、発生要因の探求から調査対象とした町村における脳卒中死亡率を半減させるなどの成果を得た。

### エピソード
輸送船沈没
岡田博の京都府立第一中学（現京都府立洛北高等学校）2年後輩にあたる医師高島文一は、博より先に軍医として応召されていた。偶然軍隊で会った博のことを、その著書『鍼の道 一内科医の青春』の中で記している。それによると、博はルソン島に向かう新兵輸送に軍医として附き添うことになり意気揚々と出発したが、玄界灘で輸送船は魚雷攻撃を受け沈没してしまった。偶然甲板にいた博は海に放り出され漂流していた所を、米軍に助けられた。その頃父吉相が脳梗塞で臥しており、出発直前に病の父や家族のため『自分は絶対に生きて戻ってくる』と揚言していたことから、必ず生還すると言う心意気が博を助けたのではないかと述べている。

### 年譜
略歴
1912年（明治45年）、3月21日誕生。
1937年（昭和12年）、3月名古屋医科大学を卒業し、4月同大学副手になる。
1941年（昭和16年）、8月名古屋帝国大学医学部助手に就任。
1942年（昭和17年）、3月同講師に就任。
1943年（昭和18年）、7月同助教授に就任。
1952年（昭和27年）、父吉相死去する。
1954年（昭和29年）、5月米国ジョンズ・ホプキンス大学公衆衛生学部に留学する。
1955年（昭和30年）、5月名古屋大学予防医学講座教授に昇任、9月米国より帰国する。
1970年（昭和45年）、1月名古屋大学評議員に就任。
1975年（昭和50年）、3月名古屋大学を退官。4月愛知医科大学公衆衛生学講座初代教授に就任する。6月名古屋大学名誉教授の称号を授けられる。
1981年（昭和56年）、4月日本衛生学会名誉会員に補される。
1982年（昭和57年）、3月愛知医科大学を定年で退官し、4月同大学学長に就任する。
1985年（昭和60年）、3月愛知医科大学学長を退任する。4月同大学名誉教授位を授けられる。
1986年（昭和61年）、4月名古屋市立科学館館長に就任する（1993年（平成5年）退任）。
2001年（平成13年）、9月29日死去する。
大学以外での主な役職
東海公衆衛生学会会長（1959年（昭和34年）.1971年（昭和46年））
日本感染症学会会長（1972年 （昭和47年））
日本公衆衛生学会会長（1981年（昭和56年））
社団法人全日本鍼灸学会（現生体制御学会）設立総会ならびに第31回学術大会会長（1981年（昭和56年））、生体制御学会顧問（1985年（昭和60年）〜2001年（平成13年））
主な表彰等
1965年（昭和40年） 中日文化賞受賞（主催中日新聞社）。
1978年（昭和53年） 保健文化賞受賞（主催第一生命保険相互会社、後援厚生省（現厚生労働省）・朝日新聞社厚生文化事業団・日本放送協会厚生文化事業団。
1985年（昭和60年） 勲二等瑞宝章受勲。

## 論文・著作
論文
- ツベルクリン反応の諸問題 （1951年）
- 百日咳の免疫-1- （1952年）
- 百日咳の免疫-2- （1952年）
- バイリッチ-r「タケダ」集団投与による脚気症状の予防及び疲労防止の試み （1954年）
- BCG及びVolo Bacillus接種動物に対しCortisoneの及ぼす影響 （1955年）
- 明礬沈降 液体培養及び現行の三種百日咳ワクチンの効果並びに副作用について （1955年）
- アメリカ合衆国及びカナダにおける医学教育及び予防医学教育の在り方について （1956年）
- 結核教員の復職およびその審査基準について （1956年）
- ジフテリア流行の原因とその対策に就いて （1957年）
- ツベルクリン遅発反応 （1957年）
- 結核患者の復職とその基準について （1957年）
- 感染症の疫学 一般医家のために （1958年）
- インフルエンザの疫学 （1958年）
- ツベルクリン反応検査方法の再検討 （1958年）
- 流動パラフィン加結核加熱死菌ワクチンによる感作免疫機序の検討-1・2- （1958年）
- 流動パラフィン加結核加熱死菌ワクチンによる感作免疫機序の検討-3・4- （1959年）
- 要注意者に対する再発化学予防とその問題点について （1959年）
- ツベルクリン反応に関する諸問題-1- （1959年）
- ツベルクリン反応に関する諸問題-2- （1959年）
- 国鉄における結核管理の一様相について 産業結核 （1960年）
- 肺結核による復職不能者の検討 産業結核 （1960年）
- 近年におけるジフテリアの疫学的考察 （1960年）
- 労働者の結核 ことにアフター・ケア及び再配置について （第32回日本産業医学会シンポジアム 1960年）
- 結核症の疫学的考察-1- （1961年）
- 結核症の疫学的考察-2- （1961年）
- 結核症の疫学的考察-3- （1961年）
- ツベルクリン反応の検査方法 （1961年）
- 白血病の疫学 （1962年）
- 好塩菌による食中毒 （1962年）
- 本邦における非定型抗酸菌感染の現況 （1963年）
- 結核アレルギー （1964年）
- 予防接種 （1965年）
- 最近の赤痢 懇談会 （1966年）
- 地区住民の高血圧と喫煙・飲酒について （第21回日本循環器学会東海地方会総会 1967年）
- 動脈硬化の自覚症状に関する研究 （1967年）
- 本態性高血圧症と喫煙習慣に関する研究 （1968年）
- 腸パラワクチン強制接種の廃止について 予防医学 （1969年）
- 心筋における死後の化学的変化に及ぼす心停止前のanoxiaの影響-1〜3- （1970年）
- 70年代の公衆衛生 60年代における社会経済構造の変化が国民の健康におよぼしたものをふまえて　（第28回日本公衆衛生学会総会 1971年）
- 第28回日本公衆衛生学会をふり返る　（第28回日本公衆衛生学会総会 1971年）
- 疫患の疫学的追究における諸問題 追究研究を主題として 疫学特集 （1971年）
- 名古屋市における先天奇形の疫学的研究 昭和40年度全出産児の4年間の追跡調査(第1報) （1971年）
- 感染症の絶滅について （第46回日本伝染病学会会長講演要旨 1972年）
- 序 脳卒中対策--最近の知見と進歩-1- （第27回日本学術会議心臓血管シンポジウム 1977年）
- わが国に於ける近年の結核症の変遷 （第78回日本医史学会総会抄録 1977年）
- 中国最近の医学教育と衛生事情 （1978年）
- 高齢者の健康--その考え方と方策 （第40回日本公衆衛生学会 1982年）

著作
- 「公衆衛生 25巻2号」「学童・生徒の循環器系集団検診及び管理について」（医学書院 1961年2月）
- 「公衆衛生 30巻6号 今後の結核問題 特集」「疫学的にみた結核症の展望」（医学書院 1966年6月）
- 「公衆衛生 32巻7号 伝染病予防 特集」「最近の感染症の様相とその対策」（医学書院 1968年7月）
- 「公衆衛生 41巻7号 公衆衛生戦後30年 特集」「戦後30余年における疾病の様相の変遷と予防の進歩」（医学書院 1977年7月）
- 「公衆衛生 50巻9号 老人問題と公衆衛生 特集」「高齢者とその公衆衛生的対応」（医学書院 1986年9月）
- 「最新医学 13巻5号 感染症の新展望 特集」「感染症の疫学 一般医家のために」（最新医学社 1958年5月）
- 「最新医学 19巻6号 臨床研究における疫学的アプローチ 特集」「非定型抗酸菌症研究における疫学的アプローチ」（最新医学社 1964年6月）
- 「最新医学 26巻10号 疫学 特集」「疫患の疫学的追究における諸問題 追究研究を主題として」（最新医学社 1971年10月）
- 「結核予防」（知識の泉社 1949年）
- 「現代の疫学 国民健康のために」（勁草書房 1981年）

## 家族
- 妻：すみ（通称すみ子）
- 子：3女あり
- 父：岡田吉相（1883年－1952年）逸治郎五男。医師（京都東松原にて開業、一時期守山にても開業）。
- 母：小糸
- 弟：敏
- 祖父：逸治郎（1839年－1909年）明治維新後滋賀県県会議長・衆議院議員を務める。
- 伯父：国太郎（1860年－1945年）東京帝国大学医学部卒医学博士、軍医・細菌学者。
- 伯父：中野善次郎（1866年－1944年）草津中野家の養子となる。滋賀県議会議員・草津町長を務める。
- 叔父：信（1885年－1946年）大蔵省官僚、銀行家。東洋拓殖理事、台湾総督府財務局長、北海道拓殖銀行頭取、満州興業銀行頭取などを歴任。
- 叔父：満（1886年－1962年）逸治郎七男。歯科医師、慶應義塾大学医学部歯学科教授。
- 叔父：渡（1892年-1970年）